# پل بنس
پل بنس (انگلیسی: Paul Bence؛ ۲۱ دسامبر ۱۹۴۸ - مارس ۲۰۲۴) بازیکن فوتبال اهل بریتانیا بود.
از باشگاه‌هایی که در آن بازی کرده‌است می‌توان به باشگاه فوتبال برایتون اند هوو آلبیون، باشگاه فوتبال برنتفورد، باشگاه فوتبال تورکی یونایتد، و باشگاه فوتبال ردینگ اشاره کرد.